# Cine de artes marciales

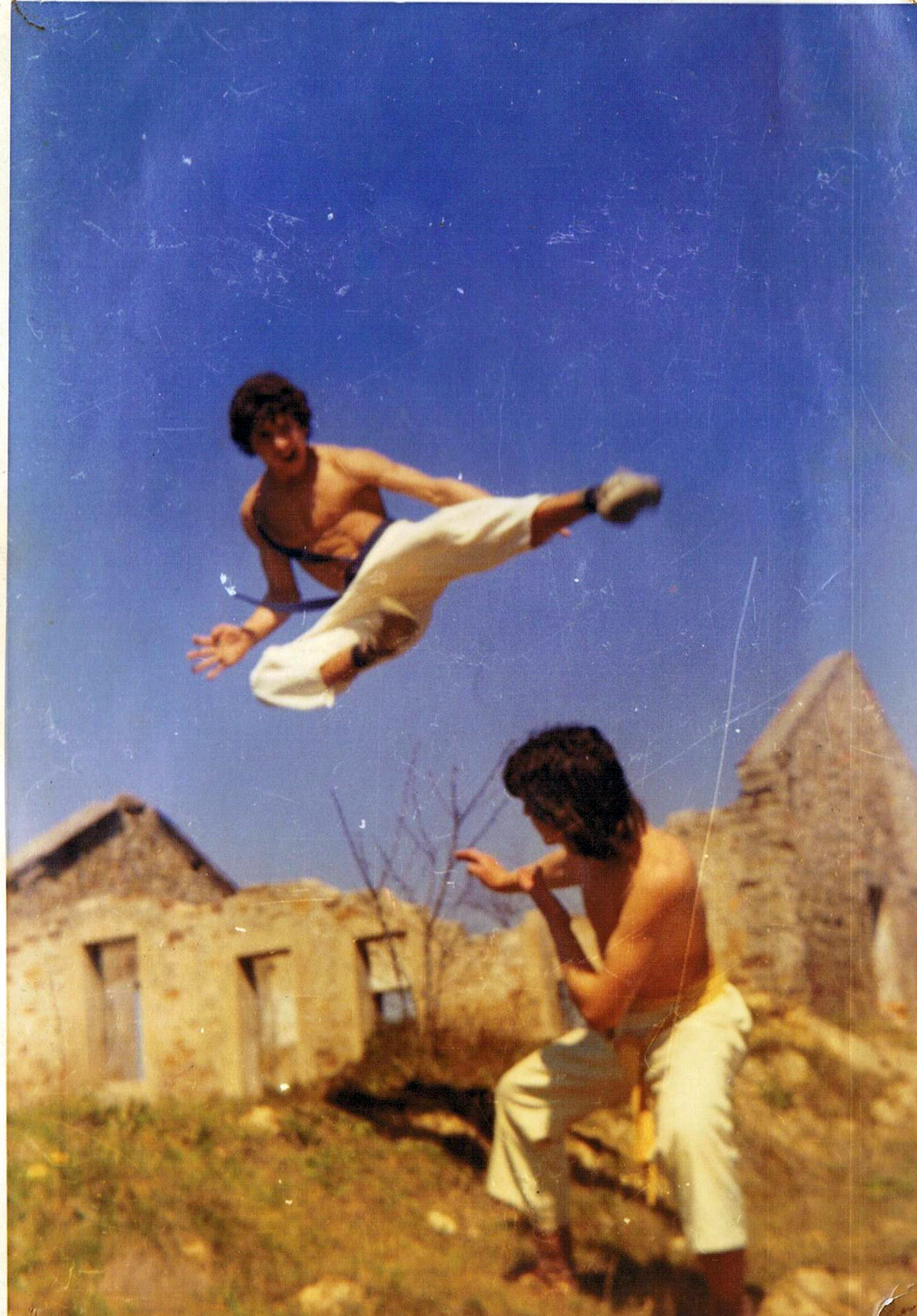
Imagen que ilustra la filmación de este tipo de películas

El cine de artes marciales es un subgénero cinematográfico cuya trama contiene escenas de lucha acrobática, llamada arte marcial. Abarcan gran cantidad de estilos distintos. Este tipo de malabarismos ha despertado gran aceptación entre los espectadores de todo el mundo, originando una creciente cantidad de títulos que, pese a lo limitado de los presupuestos de producción resultan rentables.

## Argumento
Generalmente poseen un argumento simple, siendo más llamativas las complejas coreografías realizadas en dichas películas. Aun así, están caracterizadas por poseer en su argumentación el tema del viaje, en el que el personaje principal realiza un viaje físico o psicológico para lograr algún objetivo.

## Actores
Son protagonizadas por actores especialistas en las distintas disciplinas de combate orientales, tanto las que requieren el uso de armas blancas como las ejecutadas cuerpo a cuerpo. Los actores asiáticos son más recurrentes en este tipo de películas debido a que ya existe una relación entre el actor asiático y las artes marciales que son parte de su cultura. Dentro de este género cinematográfico también existe una presencia femenina, la americana Cynthia Rothrock, la primera mujer occidental que tuvo papeles protagónicos en películas hechas en Hong Kong. Algunos de los casos más famosos son: Bruce Lee y Sonny Chiba, artista marcial y actor nacido en Estados Unidos, de padres chinos, Jackie Chan, que también es cantante, acróbata, director, guionista y productor cinematográfico chino, Chuck Norris, un actor estadounidense y campeón de karate, Phanom Yeerum, actor y coreógrafo que nació en la provincia de Surin más conocido como Tony Jaa, al noroeste de Tailandia o Jet Li campeón de Wu-Shu en China en varios campeonatos durante el siglo XX.

## Diferencias geográficas en el argumento
En América es distinto al oriental ya que el argumento mayoritariamente trata sobre los temas de venganza dándoles un gran parecido al subgénero de las películas de acción. Sin embargo, las orientales llevan el argumento a nivel de un viaje tanto físico como psicológico del protagonista en busca de una verdad o algo semejante que lo ayude a mejorarse en términos de espiritualidad.